# Кокуй (напій)

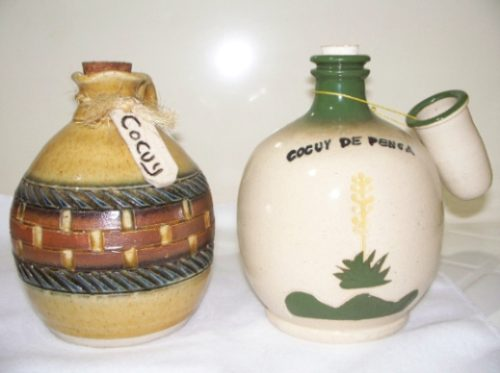
Традиційний кокуй

Кокýй (ісп. Cocuy) - традиційний алкогольний напій Венесуели. Виробляється практично в усіх країнах карибського басейну з стебла агави. У чистому вигляді являє собою прозору рідину. У процесі приготування може придбати легкий зеленуватий або жовтуватий відтінок.

## Вміст спирту
Вміст спирту становить, як правило, від 50% до 56% за обсягом.

## Вживання
Завдяки насиченому, але м'якому смаку, а також міцності і досить специфічному аромату часто використовується при приготуванні алкогольних коктейлів.